# رودولفو سالاس
رودولفو سالاس (اسپانیایی: Rodolfo Salas‎؛ ۲۵ مه ۱۹۲۸ – ۱۸ اوت ۲۰۱۰) بازیکن بسکتبال اهل پرو بود. وی در بازی‌های المپیک تابستانی ۱۹۴۸ شرکت کرده‌است.